# Curci Llop
Curti Llop (en llatí Curtius Lupus) va ser un magistrat romà del segle i. Segurament formava part de la gens Cúrcia, una antiga gens romana d'origen patrici.
Va ser qüestor l'any 24. Justus Lipsius creu que probablement era un dels quatre quaestores provinciales, de la Campània amb seu a Cales. Mentre es trobava a la vora de Brundusium un home de nom Curtisi va instigar una revolta d'esclaus, però Curci va reprimir l'intent amb el suport de les tripulacions de tres vaixells que justament van arribar en aquell moment a port.